# Serhijiwka (hromada Kułewcza)
Serhijiwka (ukr. Сергіївка) – wieś na Ukrainie, w obwodzie odeskim, w rejonie białogrodzkim, w hromadzie Kułewcza. W 2001 liczyła 1420 mieszkańców, głównie rosyjskojęzycznych.